# Marine Hotel w Kołobrzegu
Marine Hotel w Kołobrzegu – pięciogwiazdkowy hotel znajdujący się w Kołobrzegu. Jeden z czterech pięciogwiazdkowych hoteli w województwie zachodniopomorskim. 

## Charakterystyka
Hotel znajduje się przy ulicy Sułkowskiego 9 (promenada nadmorska i ścieżka rowerowa), położony jest 20 metrów od morza. Jest jednym z czterech 5-gwiazdkowych hoteli w województwie zachodniopomorskim (trzy w Kołobrzegu, jeden w Dźwirzynie). 13 grudnia 2011 został wybrany oficjalnym hotelem centrum pobytowego reprezentacji Danii w piłce nożnej w Kołobrzegu, w którym piłkarze trenowali w maju/czerwcu 2012 tuż przed meczami w Euro 2012.
Hotel powstał w systemie condo – poszczególne jednostki mieszkalne zostały sprzedane przez dewelopera inwestorom, a następnie wynajęte przez nich operatorowi, który prowadzi na nich działalność hotelową. Właściciele apartamentów mogą z nich korzystać w wyznaczonych przez siebie okresach. Wszystkie lokale usługowe pozostają własnością inwestora/operatora.
Jego kształt został tak zaprojektowany, aby zagwarantować widok na morze z każdego apartamentu. Kształt ten to litera V zwrócona wierzchołkiem w kierunku morza, z ramionami, które są dwoma skrzydłami budynku z korytarzami przy ścianie wewnętrznej i apartamentami od zewnątrz. Dodatkowo, każdy lokal ma system szklanych rozsuwanych ścian zewnętrznych.
Mieszczą się w nim m.in. 231 jednostki mieszkalne, 3 restauracje, kawiarnia z widokiem na morze i tarasem na dachu, lobby bar, klub nocny z kręgielnią, sala bankietowa, centrum biznesu na 750 osób (4 dzielone sale wielofunkcyjne, w tym 1 VIP), Centrum SPA & Wellness oraz sala i ogród zabaw dla dzieci. W łazienkach apartamentów są głośniki, które emitują szum morza (z możliwością wyłączenia).